# Critérium del Dauphiné 2014
La 66.ª edición del Critérium del Dauphiné fue una competición de ciclismo en ruta que se disputó entre el 8 y el 15 de junio de 2014, con un recorrido de 1176 km distribuidos en 8 etapas, con inicio en Lyon y final en Courchevel.
La carrera formó parte del UCI WorldTour 2014, siendo la decimosexta competición de dicho calendario.
El ganador fue el estadounidense Andrew Talansky, siendo acompañado en el podio por Alberto Contador y Jurgen Van Den Broeck.
En las clasificaciones secundarias se impusieron Chris Froome (puntos), Alessandro De Marchi (montaña), Wilco Kelderman (jóvenes) y Astana (equipos).

## Equipos participantes
Tomaron parte en la carrera 21 equipos. Los 18 de categoría UCI ProTeam (al ser obligatoria su participación) y 3 de categoría Profesional Continental que lo hacen mediante invitación de la organización. Ellos fueron el Cofidis, Solutions Crédits, el NetApp-Endura y el IAM Cycling. Cada equipo estuvo integrado por 8 ciclistas, formando así un pelotón de 168 competidores, de los que finalizaron 128.
| Equipo                     | Cód. UCI | Categoría               | Jefe de filas              |
| -------------------------- | -------- | ----------------------- | -------------------------- |
| Team Sky                   | SKY      | UCI ProTeam             | Chris Froome               |
| Astana Pro Team            | AST      | UCI ProTeam             | Vincenzo Nibali            |
| Tinkoff-Saxo               | TCS      | UCI ProTeam             | Alberto Contador           |
| Cofidis, Solutions Crédits | COF      | Profesional Continental | Rein Taaramäe              |
| Orica GreenEDGE            | OGE      | UCI ProTeam             | Simon Gerrans              |
| Movistar Team              | MOV      | UCI ProTeam             | Igor Antón Beñat Intxausti |
| Ag2r La Mondiale           | ALM      | UCI ProTeam             | Jean-Christophe Péraud     |
| Team Europcar              | EUC      | UCI ProTeam             | Thomas Voeckler            |
| Lotto Belisol              | LTB      | UCI ProTeam             | Jurgen Van Den Broeck      |
| IAM Cycling                | IAM      | Profesional Continental | Sylvain Chavanel           |
| Cannondale                 | CAN      | UCI ProTeam             | Maciej Bodnar              |
| Trek Factory Racing        | TFR      | UCI ProTeam             | Giacomo Nizzolo            |
| BMC Racing Team            | BMC      | UCI ProTeam             | Tejay van Garderen         |
| Team Katusha               | KAT      | UCI ProTeam             | Daniel Moreno              |
| Omega Pharma-Quick Step    | OPQ      | UCI ProTeam             | Michał Kwiatkowski         |
| FDJ.fr                     | FDJ      | UCI ProTeam             | Kenny Elissonde            |
| Garmin Sharp               | GRS      | UCI ProTeam             | Ryder Hesjedal             |
| Giant-Shimano              | GIA      | UCI ProTeam             | Thierry Hupond             |
| Lampre-Merida              | LAM      | UCI ProTeam             | Damiano Cunego             |
| Belkin-Pro Cycling Team    | BEL      | UCI ProTeam             | Wilco Kelderman            |
| NetApp-Endura              | TNE      | Profesional Continental | Leopold König              |

## Recorrido
La carrera comenzó con una contrarreloj indivivual de 10,4 kilómetros en Lyon. La 2.ª etapa tuvo seis puertos de montaña, donde se destacó el final en la cima del Col du Béal de categoría especial. La tercera etapa fue plana, favorable para los velocistas, y al día siguiente estuvo marcado por el Col de Manse (2.ª) y su descenso a Gap. La 5.ª etapa tuvo un típico recorrido rompepiernas, con seis puertos, 3 de 3.ª y 3 de 2.ª y la sexta será nuevamente favorable a velocistas, aunque hubo un puerto de 4.ª categoría a 5 km del final.
En las últimas dos etapas llegó la alta montaña. La 7.ª fue la jornada reina y finalizó en Suiza luego de pasar por el Col du Corbier (1.ª), el Col de la Forclaz (HC) y el ascenso final a Finhaut-Emosson (HC). La última etapa luego de ascender el Col de Saisies (1.ª) y la Côte de Montagny (1.ª), finalizó en la estación de esquí de Courchevel (1.ª).

## Desarrollo general
Las primeras dos etapas estuvieron marcadas por el duelo Froome-Contador, donde el británico se mostró como el más fuerte ganando la contrarreloj y la llegada en el Col de Béal. En la crono se impuso por 8 segundos tomando el liderato de la carrera. Al día siguiente, en la última ascensión Froome lanzó varios ataques faltando 5 km, pero sin poder sacar de la rueda al español. Solo 4 corredores lograron mantenerse junto al británico; Contador, Van Den Broeck, Kelderman y Nibali, a los que luego se sumó Talansky. En el último medio kilómetro un nuevo ataque de Froome descolgó a sus rivales, menos a Contador. En la línea de meta se impuso el británico y con las bonificaciones amplió en 4 segundos las diferencias en la general, quedando el español a 12 s.
En las siguientes etapas, el Sky de Froome controló la carrera. Nikias Arndt venció en esprint masivo la tercera etapa y en la cuarta, quinta y sexta, se permitieron fugas de ciclistas que no complicaban en la clasificación general. Así, el Katusha se quedó con la 4.ª y la 5.ª por intermedio de Yury Trofimov y Simon Špilak, ambos triunfos en forma solitaria y el Omega con la 6.ª que logró Jan Bakelants. La sexta etapa estuvo marcada por una caída del líder Froome, quién se fue al suelo faltando 8 kilómetros para el final, aunque el pelotón decidió enlentecer la marcha y permitirle recuperar la posición.
La carrera quedó para definirse en las 2 etapas finales. En la última subida de la 7.ª jornada, Froome contaba con 4 compañeros que marcaban el ritmo, mientras ningún compañero de Contador iba en el pelotón. El grupo se iba reduciendo mientras los corredores del Sky se apartaban una vez realizado su trabajo. A falta de 2 kilómetros y cuando solo Richie Porte le quedaba como compañía a Froome, Contador lanzó un ataque que nadie siguió. El británico se mantuvo a rueda de Porte, mientras el australiano intentaba que el español no se alejara. Faltando un kilómetro Porte se apartó y Froome continuó con el intento de descontar pero no fue posible. La etapa la ganó Lieuwe Westra, quién iba por delante del grupo de favoritos, mientras Contador entraba 4.º en meta y le sacaba 20 segundos a Froome, erigiéndose como nuevo maillot amarillo por 8 segundos.
La sorpresa llegó en la última etapa cuando en el primer puerto del día (Côte de Domancy de 2.ª categoría) se formó una fuga de 23 corredores. El Sky tenía a tres hombres delante, Porte, Nieve y López, pero también estaban el 3.º de la general (Talansky) y el 5.º (Van Den Broeck). En el Col des Saisies, Froome y el resto del Sky, rompieron al pelotón dejando a Contador sin compañía y la ventaja de la fuga rondaba los 3 minutos lo cual convertía a Talansky en ganador virtual ya que se encontraba a 39 s en la general. La escapada no le servía al Sky por lo cual Porte y López se retrasaron hasta la posición de Froome. Faltando menos de 30 km, el grupo de Talansky y Van Den Broeck, llevaban poco más de 1 minuto, mientras desde atrás salieron Nibali y Kelderman. Al iniciar el ascenso a la Côte de Montagny, las diferencias eran de 1 min 10 s a Nibali-Kelderman y 2 min 30 s a Contador-Froome. En pleno ascenso y a falta de 22 km, Contador salió a buscar la carrera dejando atrás a Chris Froome. En la cima Talansky coronó con 1 min 15 s de ventaja sobre Contador mientras que Froome ya perdía más de 2 y medio. Las diferencias se mantuvieron en el descenso siguiente y el ascenso a Courchevel. En posiciones intermedias, Kelderman dejó atrás a Nibali, mientras Contador posteriormente alcanzaba y sobrepasaba al italiano y Froome quedaba fuera de toda chance.
La etapa fue para Mikel Nieve y Andrew Talansky entró en la 4.ª posición, sacándole a Contador poco más de un minuto lo cual le alcanzó para coronarse ganador de la carrera.

## Etapas

### Etapa 1. 8 de junioLyon-Lyon, 10,4 km
|     | Ciclista         | Equipo       | Tiempo      |
| --- | ---------------- | ------------ | ----------- |
| 1.º | Chris Froome     | Sky          | 13 min 13 s |
| 2.º | Alberto Contador | Tinkoff-Saxo | a 8 s       |
| 3.º | Bob Jungels      | Trek         | a 9 s       |
| 4.º | Andrew Talansky  | Garmin Sharp | a 11 s      |
| 5.º | Wilco Kelderman  | Belkin       | m.t.        |

|     | Ciclista         | Equipo       | Tiempo      |
| --- | ---------------- | ------------ | ----------- |
| 1.º | Chris Froome     | Sky          | 13 min 13 s |
| 2.º | Alberto Contador | Tinkoff-Saxo | a 8 s       |
| 3.º | Bob Jungels      | Trek         | a 9 s       |
| 4.º | Andrew Talansky  | Garmin Sharp | a 11 s      |
| 5.º | Wilco Kelderman  | Belkin       | m.t.        |

### Etapa 2. 9 de junio.Tarare-Col du Béal (Pays d'Olliergues), 156 km
|     | Ciclista              | Equipo        | Tiempo          |
| --- | --------------------- | ------------- | --------------- |
| 1.º | Chris Froome          | Sky           | 4 h 24 min 41 s |
| 2.º | Alberto Contador      | Tinkoff-Saxo  | m.t.            |
| 3.º | Wilco Kelderman       | Belkin        | a 4 s           |
| 4.º | Jurgen Van Den Broeck | Lotto Belisol | a 10 s          |
| 5.º | Andrew Talansky       | Garmin Sharp  | a 12 s          |

|     | Ciclista              | Equipo        | Tiempo          |
| --- | --------------------- | ------------- | --------------- |
| 1.º | Chris Froome          | Sky           | 4 h 37 min 44 s |
| 2.º | Alberto Contador      | Tinkoff-Saxo  | a 12 s          |
| 3.º | Wilco Kelderman       | Belkin        | a 21 s          |
| 4.º | Andrew Talansky       | Garmin Sharp  | a 33 s          |
| 5.º | Jurgen Van Den Broeck | Lotto Belisol | a 35 s          |

### Etapa 3. 10 de junio.Ambert-Le Teil, 194 km
|     | Ciclista                    | Equipo        | Tiempo          |
| --- | --------------------------- | ------------- | --------------- |
| 1.º | Nikias Arndt                | Giant-Shimano | 5 h 30 min 03 s |
| 2.º | Kris Boeckmans              | Lotto-Belisol | m.t.            |
| 3.º | Reinardt Janse van Rensburg | Giant-Shimano | m.t.            |
| 4.º | Yannick Martínez            | Europcar      | m.t.            |
| 5.º | Davide Cimolai              | Lampre-Merida | m.t.            |

|     | Ciclista              | Equipo        | Tiempo           |
| --- | --------------------- | ------------- | ---------------- |
| 1.º | Chris Froome          | Sky           | 10 h 07 min 47 s |
| 2.º | Alberto Contador      | Tinkoff-Saxo  | a 12 s           |
| 3.º | Wilco Kelderman       | Belkin        | a 21 s           |
| 4.º | Andrew Talansky       | Garmin-Sharp  | a 33 s           |
| 5.º | Jurgen Van Den Broeck | Lotto-Belisol | a 35 s           |

### Etapa 4. 11 de junio.Montélimar-Gap, 167,5 km
|     | Ciclista             | Equipo        | Tiempo         |
| --- | -------------------- | ------------- | -------------- |
| 1.º | Yury Trofimov        | Katusha       | 3 h 59 min 22s |
| 2.º | Gustav Larsson       | IAM           | a 23 s         |
| 3.º | Pim Ligthart         | Lotto Belisol | a 25 s         |
| 4.º | Lars-Petter Nordhaug | Belkin        | a 28 s         |
| 5.º | Peter Velits         | BMC           | a 28 s         |

|     | Ciclista              | Equipo        | Tiempo          |
| --- | --------------------- | ------------- | --------------- |
| 1.º | Chris Froome          | Sky           | 14 h 9 min 19 s |
| 2.º | Alberto Contador      | Tinkoff-Saxo  | a 12 s          |
| 3.º | Wilco Kelderman       | Belkin        | a 21 s          |
| 4.º | Andrew Talansky       | Garmin Sharp  | a 33 s          |
| 5.º | Jurgen Van Den Broeck | Lotto Belisol | a 35 s          |

### Etapa 5. 12 de junio.Sisteron-La Mure, 189,5 km
|     | Ciclista        | Equipo           | Tiempo          |
| --- | --------------- | ---------------- | --------------- |
| 1.º | Simon Špilak    | Katusha          | 4 h 51 min 24 s |
| 2.º | Wilco Kelderman | Belkin           | a 14 s          |
| 3.º | Adam Yates      | Orica GreenEDGE  | m.t.            |
| 4.º | Daryl Impey     | Orica GreenEDGE  | a 17 s          |
| 5.º | Romain Bardet   | Ag2r La Mondiale | m.t.            |

|     | Ciclista              | Equipo                  | Tiempo           |
| --- | --------------------- | ----------------------- | ---------------- |
| 1.º | Chris Froome          | Sky                     | 19 h 01 min 00 s |
| 2.º | Alberto Contador      | Tinkoff-Saxo            | a 12 s           |
| 3.º | Wilco Kelderman       | Belkin-Pro Cycling Team | m.t.             |
| 4.º | Andrew Talansky       | Garmin-Sharp            | a 33 s           |
| 5.º | Jurgen Van Den Broeck | Lotto-Belisol           | a 35 s           |

### Etapa 6. 13 de junio.Grenoble-Poisy, 178,5 km
|     | Ciclista        | Equipo                  | Tiempo          |
| --- | --------------- | ----------------------- | --------------- |
| 1.º | Jan Bakelants   | Omega Pharma-Quick Step | 4 h 07 min 20 s |
| 2.º | Lieuwe Westra   | Astana Pro Team         | m.t.            |
| 3.º | Zdeněk Štybar   | Omega Pharma-Quick Step | a 24 s          |
| 4.º | Pim Ligthart    | Lotto-Belisol           | m.t.            |
| 5.º | Jens Keukeleire | Orica GreenEDGE         | m.t.            |

|     | Ciclista              | Equipo                  | Tiempo           |
| --- | --------------------- | ----------------------- | ---------------- |
| 1.º | Chris Froome          | Team Sky                | 23 h 12 min 15 s |
| 2.º | Alberto Contador      | Tinkoff-Saxo            | a 12 s           |
| 3.º | Wilco Kelderman       | Belkin-Pro Cycling Team | m.t.             |
| 4.º | Andrew Talansky       | Garmin-Sharp            | a 33 s           |
| 5.º | Jurgen Van Den Broeck | Lotto-Belisol           | a 35 s           |

### Etapa 7. 14 de junio.Ville-la-Grand-Finaut-Emosson, 160 km
|     | Ciclista         | Equipo          | Tiempo          |
| --- | ---------------- | --------------- | --------------- |
| 1.º | Lieuwe Westra    | Astana Pro Team | 4 h 32 min 51 s |
| 2.º | Yury Trofimov    | Team Katusha    | a 7 s           |
| 3.º | Egor Silin       | Team Katusha    | a 16 s          |
| 4.º | Alberto Contador | Tinkoff-Saxo    | a 1 min 33 s    |
| 5.º | Andrew Talansky  | Garmin-Sharp    | a 1 min 51 s    |

|     | Ciclista              | Equipo             | Tiempo           |
| --- | --------------------- | ------------------ | ---------------- |
| 1.º | Alberto Contador      | Tinkoff-Saxo       | 27 h 46 min 51 s |
| 2.º | Chris Froome          | Team Sky           | a 8 s            |
| 3.º | Andrew Talansky       | Garmin-Sharp       | a 39 s           |
| 4.º | Wilco Kelderman       | Belkin Pro Cycling | a 59 s           |
| 5.º | Jurgen Van Den Broeck | Lotto-Belisol      | a 1 min 14 s     |

### Etapa 8. 15 de junio.Megève-Courchevel, 131,5 km
|     | Ciclista              | Equipo           | Tiempo          |
| --- | --------------------- | ---------------- | --------------- |
| 1.º | Mikel Nieve           | Team Sky         | 3 h 20 min 29 s |
| 2.º | Romain Bardet         | Ag2r La Mondiale | a 3 s           |
| 3.º | Adam Yates            | Orica GreenEDGE  | a 5 s           |
| 4.º | Andrew Talansky       | Garmin-Sharp     | a 9 s           |
| 5.º | Jurgen Van Den Broeck | Lotto-Belisol    | m.t.            |

|     | Ciclista              | Equipo                  | Tiempo           |
| --- | --------------------- | ----------------------- | ---------------- |
| 1.º | Andrew Talansky       | Garmin-Sharp            | 31 h 08 min 08 s |
| 2.º | Alberto Contador      | Tinkoff-Saxo            | a 27 s           |
| 3.º | Jurgen Van Den Broeck | Lotto-Belisol           | a 35 s           |
| 4.º | Wilco Kelderman       | Belkin-Pro Cycling Team | a 43 s           |
| 5.º | Romain Bardet         | Ag2r La Mondiale        | a 1 min 20 s     |

## Clasificaciones finales

### Clasificación general
| Posición | Ciclista              | Equipo                     | Tiempo           |
| -------- | --------------------- | -------------------------- | ---------------- |
|          | Andrew Talansky       | Garmin Sharp               | 31 h 08 min 08 s |
| 2.º      | Alberto Contador      | Tinkoff-Saxo               | a 27 s           |
| 3.º      | Jurgen Van Den Broeck | Lotto Belisol              | a 35 s           |
| 4.º      | Wilco Kelderman       | Belkin                     | a 43 s           |
| 5.º      | Romain Bardet         | Ag2r La Mondiale           | a 1 min 20 s     |
| 6.º      | Adam Yates            | Orica GreenEDGE            | a 2 min 05 s     |
| 7.º      | Vincenzo Nibali       | Astana                     | a 2 min 12 s     |
| 8.º      | Mikel Nieve           | Sky                        | a 2 min 59 s     |
| 9.º      | Dani Navarro          | Cofidis, Solutions Crédits | a 3 min 04 s     |
| 10.º     | Jakob Fuglsang        | Astana                     | a 3 min 17 s     |

| 11.º | Leopold König         | NetApp-Endura           | a 4 min 03 s |
| 12.º | Christopher Froome    | Sky                     | a 4 min 25 s |
| 13.º | Tejay van Garderen    | BMC                     | a 5 min 11 s |
| 14.º | Sébastien Reichenbach | IAM                     | a 6 min 31 s |
| 15.º | John Gadret           | Movistar                | a 6 min 33 s |
| 16.º | Yury Trofimov         | Katusha                 | a 7 min 02 s |
| 17.º | Tanel Kangert         | Astana                  | a 8 min 37 s |
| 18.º | Darwin Atapuma        | BMC                     | a 8 min 43 s |
| 19.º | Daniel Moreno         | Katusha                 | a 9 min 07 s |
| 20.º | Jan Bakelants         | Omega Pharma-Quick Step | a 9 min 20 s |

### Clasificación de la montaña
| Posición | Ciclista             | Equipo       | Puntos |
| -------- | -------------------- | ------------ | ------ |
|          | Alessandro De Marchi | Cannondale   | 102    |
| 2.º      | Egor Silin           | Katusha      | 64     |
| 3.º      | Lieuwe Westra        | Astana       | 61     |
| 4.º      | Yury Trofimov        | Katusha      | 58     |
| 5.º      | Andrew Talansky      | Garmin-Sharp | 48     |

### Clasificación por puntos
| Posición | Ciclista           | Equipo                  | Puntos |
| -------- | ------------------ | ----------------------- | ------ |
|          | Christopher Froome | Sky                     | 34     |
| 2.º      | Alberto Contador   | Tinkoff-Saxo            | 33     |
| 3.º      | Wilco Kelderman    | Belkin                  | 32     |
| 4.º      | Jan Bakelants      | Omega Pharma-Quick Step | 29     |
| 5.º      | Andrew Talansky    | Garmin-Sharp            | 28     |

### Clasificación de los jóvenes
| Posición | Ciclista              | Equipo           | Tiempo           |
| -------- | --------------------- | ---------------- | ---------------- |
|          | Wilco Kelderman       | Belkin           | 31 h 08 min 51 s |
| 2.º      | Romain Bardet         | Ag2r La Mondiale | a 37 s           |
| 3.º      | Adam Yates            | Orica GreenEDGE  | a 1 min 22 s     |
| 4.º      | Sébastien Reichenbach | IAM              | a 5 min 48 s     |
| 5.º      | Kenny Elissonde       | FDJ.fr           | a 35 min 32 s    |

### Clasificación por equipos
| Posición | Equipo                     | Tiempo           |
| -------- | -------------------------- | ---------------- |
|          | Astana                     | 93 h 29 min 36 s |
| 2        | Sky                        | a 18 min 26 s    |
| 3        | Ag2r La Mondiale           | a 32 min 50 s    |
| 4        | Katusha                    | a 36 min 59 s    |
| 5        | Cofidis, Solutions Crédits | a 38 min 05 s    |

## Evolución de las clasificaciones
| Etapa (Vencedor)             | Clasificación general | Clasificación por puntos | Clasificación de la montaña | Clasificación de los jóvenes | Clasificación por equipos |
| ---------------------------- | --------------------- | ------------------------ | --------------------------- | ---------------------------- | ------------------------- |
| Etapa 1 (CRI) (Chris Froome) | Chris Froome          | Chris Froome             | Vincenzo Nibali             | Bob Jungels                  | Sky                       |
| Etapa 2 (Chris Froome)       | Chris Froome          | Chris Froome             | Kévin Réza                  | Wilco Kelderman              | Astana                    |
| Etapa 3 (Nikias Arndt)       | Chris Froome          | Chris Froome             | Kévin Réza                  | Wilco Kelderman              | Astana                    |
| Etapa 4 (Yury Trofimov)      | Chris Froome          | Chris Froome             | Kévin Réza                  | Wilco Kelderman              | Astana                    |
| Etapa 5 (Simon Špilak)       | Chris Froome          | Chris Froome             | Alessandro De Marchi        | Wilco Kelderman              | Astana                    |
| Etapa 6 (Jan Bakelants)      | Chris Froome          | Chris Froome             | Alessandro De Marchi        | Wilco Kelderman              | Astana                    |
| Etapa 7 (Lieuwe Westra)      | Alberto Contador      | Chris Froome             | Alessandro De Marchi        | Wilco Kelderman              | Astana                    |
| Etapa 8 (Mikel Nieve)        | Andrew Talansky       | Chris Froome             | Alessandro De Marchi        | Wilco Kelderman              | Astana                    |
| Final                        | Andrew Talansky       | Chris Froome             | Alessandro De Marchi        | Wilco Kelderman              | Astana                    |

## UCI World Tour
El Critérium del Dauphiné otorgó puntos para el UCI WorldTour 2014, solamente para corredores de equipos UCI ProTeam. Las siguientes tablas son el baremo de puntuación y los corredores que obtuvieron puntos:
| Position              | 1.º | 2.º | 3.º | 4.º | 5.º | 6.º | 7.º | 8.º | 9.º | 10.º |
| Clasificación general | 100 | 80  | 70  | 60  | 50  | 40  | 30  | 20  | 10  | 4    |
| Por etapa             | 6   | 4   | 2   | 1   | 1   |     |     |     |     |      |

| Ciclista              | Equipo           | Puntos |
| --------------------- | ---------------- | ------ |
| Andrew Talansky       | Garmin Sharp     | 104    |
| Alberto Contador      | Tinkoff-Saxo     | 89     |
| Jurgen Van den Broeck | Lotto Belisol    | 72     |
| Wilco Kelderman       | Belkin           | 67     |
| Romain Bardet         | Ag2r La Mondiale | 55     |
| Adam Yates            | Orica GreenEDGE  | 44     |
| Vincenzo Nibali       | Astana           | 30     |
| Mikel Nieve           | Sky              | 26     |
| Chris Froome          | Sky              | 12     |
| Yury Trofimov         | Katusha          | 10     |

| Resto de corredores         | Resto de corredores     | Resto de corredores | Resto de corredores |
| --------------------------- | ----------------------- | ------------------- | ------------------- |
| Ciclista                    | Equipo                  | Puntos              |                     |
| Lieuwe Westra               | Astana                  | 10                  |                     |
| Nikias Arndt                | Giant-Shimano           | 6                   |                     |
| Jan Bakelants               | Omega Pharma-Quick Step | 6                   |                     |
| Simon Špilak                | Katusha                 | 6                   |                     |
| Kris Boeckmans              | Lotto Belisol           | 4                   |                     |
| Jakob Fuglsang              | Astana                  | 4                   |                     |
| Pim Ligthart                | Lotto Belisol           | 3                   |                     |
| Reinardt Janse van Rensburg | Giant-Shimano           | 2                   |                     |
| Bob Jungels                 | Trek Factory Racing     | 2                   |                     |
| Egor Silin                  | Katusha                 | 2                   |                     |
| Zdeněk Štybar               | Omega Pharma-Quick Step | 2                   |                     |
| Davide Cimolai              | Lampre-Merida           | 1                   |                     |
| Daryl Impey                 | Orica GreenEDGE         | 1                   |                     |
| Jens Keukeleire             | Orica GreenEDGE         | 1                   |                     |
| Yannick Martinez            | Europcar                | 1                   |                     |
| Lars Petter Nordhaug        | Belkin                  | 1                   |                     |
| Peter Velits                | BMC Racing              | 1                   |                     |